# Sybren Jansma
Sybren Jansma (Drachten, 3 februari 1982) is een Nederlandse bobsleeër.

## Bobslee-carrière

### Begin
Sybren Jansma begon met bobsleeën in 2002 en maakte zodoende nog geen deel uit van de olympische bob, waarmee Arend Glas op de Olympische Winterspelen 2002 actief was. In de loop der jaren zou Jansma echter uitgroeien tot de meest betrouwbare kompaan van Glas in zowel de tweemansbob als de viermansbob.
In januari 2006 kwalificeerde Jansma zich definitief in het team, dat enkele weken daarvoor kwalificatie had afgedwongen voor de Olympische Winterspelen 2006 in Turijn. Hij deed dit door in het Duitse Oberhof zijn concurrenten voor de Spelen in een startwedstrijd achter zich te laten.
In Turijn trad Jansma in de tweemansbob aan met Arend Glas, terwijl hij samen met Glas, Vincent Kortbeek en Arno Klaassen in de viermansbob stapte. Cesar Gonzalez ging mee naar Turijn als stand-in. In de tweemansbob geraakten Glas en Jansma na vier runs tot een teleurstellende negentiende plaats. De viermansbob leek in eerste instantie voor een aanzienlijk betere prestatie te zorgen, maar de twaalfde plaats na de eerste run kon niet worden vastgehouden, waardoor ze uitkwamen op een zestiende positie.

### Olympische Winterspelen 2010 in Vancouver
Jansma komt in Vancouver uit in zowel de viermansbob (samen met piloot Edwin van Calker en remmers Arnold van Calker en Timothy Beck) als in de tweemansbob (met Edwin van Calker).